# Berta Cáceres
Berta Isabelle Cáceres Flores (hiszpańska wymowa: [ˈbeɾta isaˈßel ˈkaseɾes ˈfloɾes]; ur. 4 marca 1971, 1972 lub 1973, zm. 3 marca 2016) – honduraska obrończyni środowiska, przywódczyni rdzennej ludności oraz współzałożycielka i koordynatorka Obywatelskiej Rady Organizacji Ludowych oraz Ludów Tubylczych Hondurasu (Consejo Cívico de Organizaciones Populares e Indígenas de Honduras, COPINH). Otrzymała w 2015 r. Nagrodę Goldmanów za „oddolną kampanię, która z powodzeniem wywalczyła rezygnację z planów budowy największej na świecie budowli piętrzącej zwanej zaporą Agua Zarca” w Rio Gualcarque.
Została zamordowana we własnym domu przez uzbrojonych napastników, a jej życie było zagrożone od wielu lat. W 2014 roku, według danych zgromadzonych przez badania „Global Witness”, dwanaścioro działaczy na rzecz obrony środowiska zginęło w Hondurasie, co czyni go najbardziej niebezpiecznym krajem na świecie dla osób i organizacji, które chronią lasy i rzeki.

## Wczesne życie
Cáceres urodziła się w plemieniu Lenca w La Esperanza, Honduras. Dorastała w latach 70., w czasach pełnych przemocy w Ameryce Środkowej. Jej matka, Berta Flores, była wzorem humanizmu: była akuszerką i działaczką społeczną, która przyjmowała i dbała o uchodźców z Salwadoru.
Berta Cáceres studiowała na uniwersytecie i ukończyła go z kwalifikacjami dydaktycznymi.

## Aktywność
W 1993 roku, jako działaczka studencka, Cáceres została współzałożycielką Obywatelskiej Rady Organizacji Ludowych oraz Ludów Tubylczych Hondurasu (COPINH), organizacji broniącej praw ludów tubylczych w Hondurasie. Berta Cáceres prowadziła kampanie o różnej tematyce, w tym protest przeciwko nielegalnej wycince drzew, przeciwko właścicielom plantacji i obecności baz wojskowych USA na ziemiach należących do ludów Lenka. Popierała też feminizm, prawa LGBT, a także zwracała uwagę na sprawy dotyczące zarówno rdzennej ludności, jak i całego społeczeństwa.
W 2006 roku grupa rdzennych mieszkańców należących do plemienia Lenka z Rio Blanco poprosiła Cáceres o dochodzenie w sprawie ciężkiego sprzętu i maszyn budowlanych, które pojawiły się na ich terenach. Cáceres przeprowadziła odpowiednie badania i poinformowała społeczeństwo o wspólnym projekcie chińskiej firmy Sinohydro, Ogólnoświatowego Przedsiębiorstwa Banku Finansów Międzynarodowych i honduraskiej firmy Energéticos S. A. (znanej również jako DESA, patrz Empresa Nacional de Energía Eléctrica), którego celem jest zbudowanie serii czterech elektrowni wodnych na rzece Gualcarque.
Podejmując ten projekt bez jakichkolwiek konsultacji społecznych inwestorzy złamali międzynarodowe prawo. Ludy Lenca były zaniepokojene, że budowa może utrudnić lub zagrodzić ich dostęp do wody, żywności i lekarstw, a tym samym zagraża ich tradycyjnemu stylu życia. Cáceres pracowała wraz ze społecznością aby przeprowadzić akcję protestu. Zorganizowała legalne akcje społeczne i spotkania ludowe mające na celu porzucenie projektu. Zgłosiła też sprawę do Amerykańskiej Komisji Praw Człowieka.
Od 2013 roku, przez rok, Cáceres prowadziła protest przeciwko realizacji projektu, w którym udział wzięła organizacja COPINH i ludność lokalna. Akcja miała na celu powstrzymanie inwestorów przed wtargnięciem na plac budowy. Jednak, służby ochronne regularnie pozbywały się ludności z tego terenu. 15 lipca 2013 roku Wojsko Hondurasu odpowiedziało ogniem na protesty, zabijając jednego członka COPINH i raniąc trzech innych. Społeczeństwo regularnie skarżyło się na zagrożenia i prześladowania ze strony pracowników budowlanych, strażników i wojska. W maju 2014 roku członkowie COPINH zostali zaatakowani w dwóch niepowiązanych wypadkach, a w efekcie dwóch członków zmarło, a trzech innych zostało poważnie rannych.
Pod koniec 2013 roku Sinohydro i Międzynarodowa Korporacja Finansowa wycofały się z projektu z powodu protestów prowadzonych przez COPINH. Natomiast Desarrollos Energéticos (DESA) kontynuowało prace, jednak przeniesiono plac budowy w sąsiednie miejsce. Pozostali miejscowi biznesmeni wciąż wspierali projekt. Urzędnicy wszczęli śledztwo w sprawie Cáceres i dwóch przywódców ludów Lencaza za „przywłaszczenie ziemi, przymus i ciągłe straty”. Wystąpili przeciwko organizacji „DESA” za aktywne działanie w akcji protestacyjnej mając na celu wyrządzenie szkodę firmie. W odpowiedzi na zarzuty, Amnesty International oświadczyła, że jeśli działacze zostaną aresztowani, Amnesty International uzna ich za więźniów sumienia. Wiele lokalnych i międzynarodowych organizacji apelowało do rządu Hondurasu, by ten nie karał za ochronę praw człowieka i przeprowadził dochodzenie w sprawie gróźb przeciwko obrońcom praw człowieka.
20 lutego 2016 roku, więcej niż 100 protestantów było przetrzymywanych przez służby bezpieczeństwa podczas protestów. Zagrożenia dla ich organizacji zaczynają rosnąć i rosnąć.

## Zagrożenia i problemy związane z prawami człowieka
Amerykańska komisja praw człowieka 28 lipca 2009 roku wpisała Bertę Cáceres na listę osób zagrożonych podczas zamachu stanu w Hondurasie w 2009 roku. Kolejnego dnia IACH opublikował tak zwane „środki ostrożności (MC 196-09)” w celu obrony jej i innych działaczy, podkreślając, że siły zbrojne otoczyły jego dom.

W 2013 roku, Cáceres powiedziała dla Al-Dżaziry:
Armia ma listę 18 działaczy na rzecz praw człowieka których chcą zabić, z moim nazwiskiem na czele. Chcę żyć, jest jeszcze wiele rzeczy, które chcę zrobić na tym świecie, ale nawet nigdy do tej pory nie rozważałam poddania walki za moje terytorium, za życie z godnością, bo nasza walka jest legalna. Uważam na siebie, ale w końcu, w tym państwie, w którym jest totalna bezkarność jestem bezsilna... Kiedy zechcą mnie zabić, zrobią to.
W trakcie kampanii przeciwko budowy zapory, Caceres i inni organizatorzy byli często zastraszani przez wojsko; pewnego razu podczas podróży do Rio Blanco, zostali zatrzymani a ich pojazd został przeszukany. Cáceres oświadczyła, że w trakcie rewizji, pistolet został osadzony w samochodzie; organizatorzy zostali następnie aresztowani za posiadanie broni i zatrzymani na noc w więzieniu Sąd stosował w stosunku do Cáceres środki zapobiegawcze, zmuszając ją, aby zostawiła swój podpis w sądzie co tydzień uniemożliwiając jej ucieczkę z kraju. Środki te były podjęte aż do momentu kiedy sprawę umorzono w lutym 2014 roku.
Jednym z ulubionych wyrażeń Berty brzmiało: „boją się nas, bo my nie boimy się ich”, według Gustavo Castro Soto.

## Wyróżnienia
- W 2012 Cáceres została nagrodzona nagrodą Shaloma przez Stowarzyszenie sprawiedliwości i pokoju w Katolickim Uniwersytecie w Eichstätt-Ingolstadt w 2012 roku[14].
- Była nominowana jako finalista na nagrodę Front Line Defenders w 2014 roku[14].
- W 2015 roku przyznano jej nagrodę Goldmanów[11].

W kwietniu 2015 roku międzynarodowa organizacja praw człowieka „Global witness” wyróżniła sprawę Cáceres jako symbolizującą poważne ryzyko, z jakim mierzą się działacze na rzecz środowiska w Hondurasie. Jest to kraj o największej liczbie zabójstw działaczy na rzecz środowiska na mieszkańca na świecie.

## Śmierć
Cáceres została zastrzelona w jej domu przez uzbrojonych napastników rankiem 3 marca 2016 roku. Meksykański działacz na rzecz środowiska Gustavo Castro Soto również został ranny, przez dwa strzały, jeden w policzek, drugi w dłoń. Gustavo przyjechał do La Esperanza dzień przed spotkaniem z 80 innymi aby „przedyskutować alternatywy dla elektrowni wodnej”. Berta zaprosiła go aby został w jej domu na noc „jako że jej dom ma lepszy dostęp do internetu niż jego mieszkanie”.
Gustavo Castro Soto powiedział:
Pracowałem nad prezentacją, kiedy usłyszałem głośny huk. Myślałem, że coś upadło, ale wtedy Berta zaczęła krzyczeć, „Kto tam?”, wiedziałem, że jest źle, że to już jest koniec.[...] Kiedy napastnik wrócił, zakryłem moją twarz. Był 3 metry ode mnie. Ruszyłem się kiedy wystrzelił, ale kula musnęła mnie w ucho. Myślał, że mnie zabił. To jest cud, że przeżyłem
Stosując tak zwane środki ostrożności, zaproponowane przez Amerykańską Komisję Praw Człowieka, rząd Hondurasu był zobowiązany chronić Cáceres, ale dnia kiedy dokonano morderstwa dom Cáceres nie był wcale chroniony. Minister bezpieczeństwa Hondurasu powiedział, że Cáceres nie była w miejscu, który uważała za swój dom. Niedawno przeprowadziła się do nowego domu w La Esperanza.

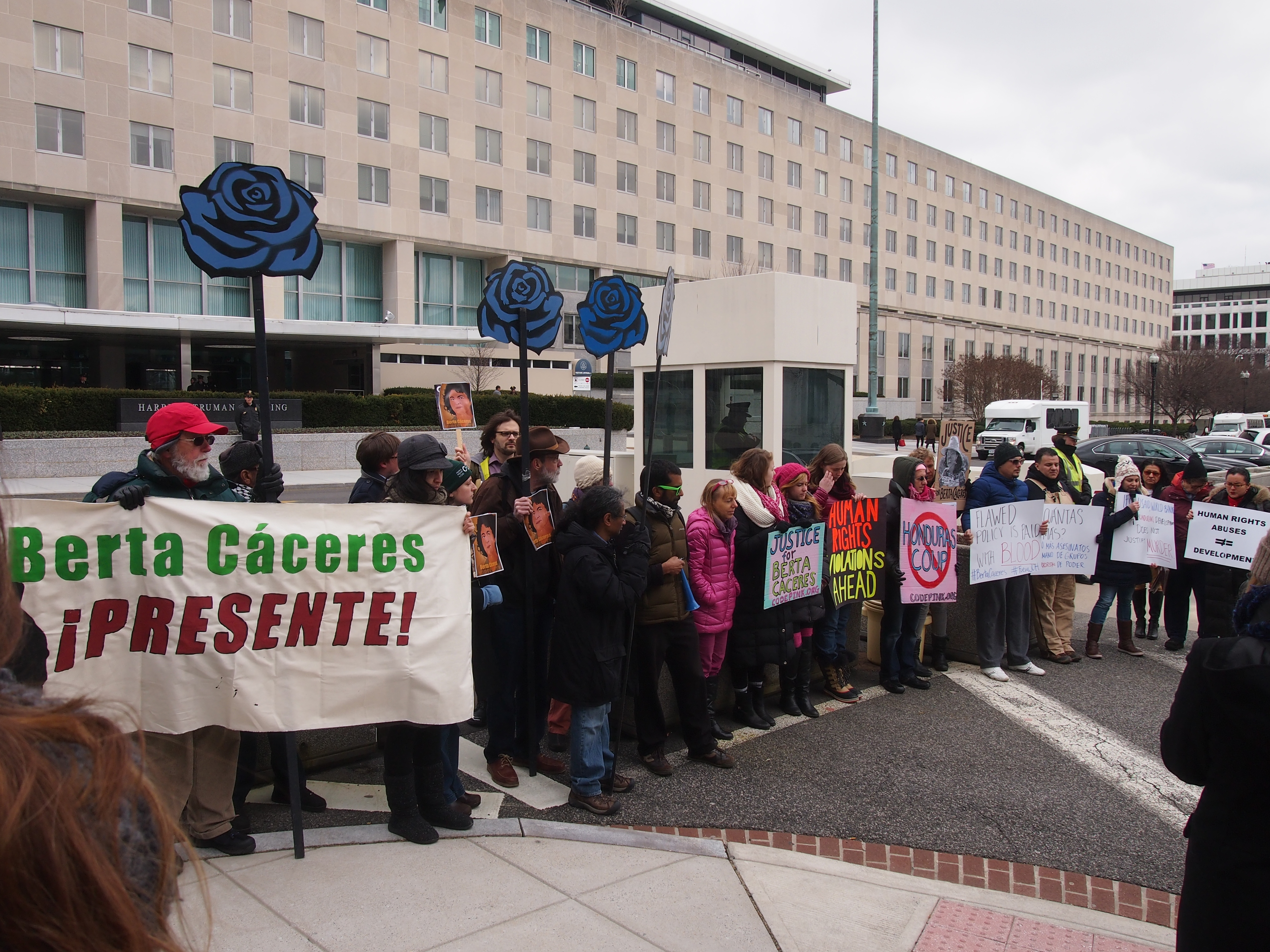
„Sprawiedliwość dla Berty Cáceres!” protest Washingtonie

Kiedy jeszcze żyła, Caceres wyróżnia Hillary Clinton za wkład i zaangażowanie w zamach stanu w Hondurasie:
”Powrót prezydenta, Mel Zelaya, stał się drugorzędną sprawą. W Hondurasie miały być wybory. I wtedy, ona, Clinton, rozpoznała, że oni nie zezwolili Mel Zelaya na powrót do prezydentury. W Hondurasie miały być wybory. I międzynarodowe społeczeństwo – urzędnicy, rząd, zdecydowana większość – zaakceptowali to, chociaż my ostrzegaliśmy ich, że będzie to skutkować niebezpieczeństwem oraz że dozwolone będzie barbarzyństwo, nie tylko w Hondurasie, ale i na całym kontynencie. A my byliśmy tego świadkami.”
Clinton obaliła stwierdzenie, że jej metoda radzenia sobie z sytuacją jest lepsza dla społeczeństwa Hondurasu, mimo to, że Honduraz jest na czele listy World Banku biorąc pod uwagę liczbę celowych zabójstw.

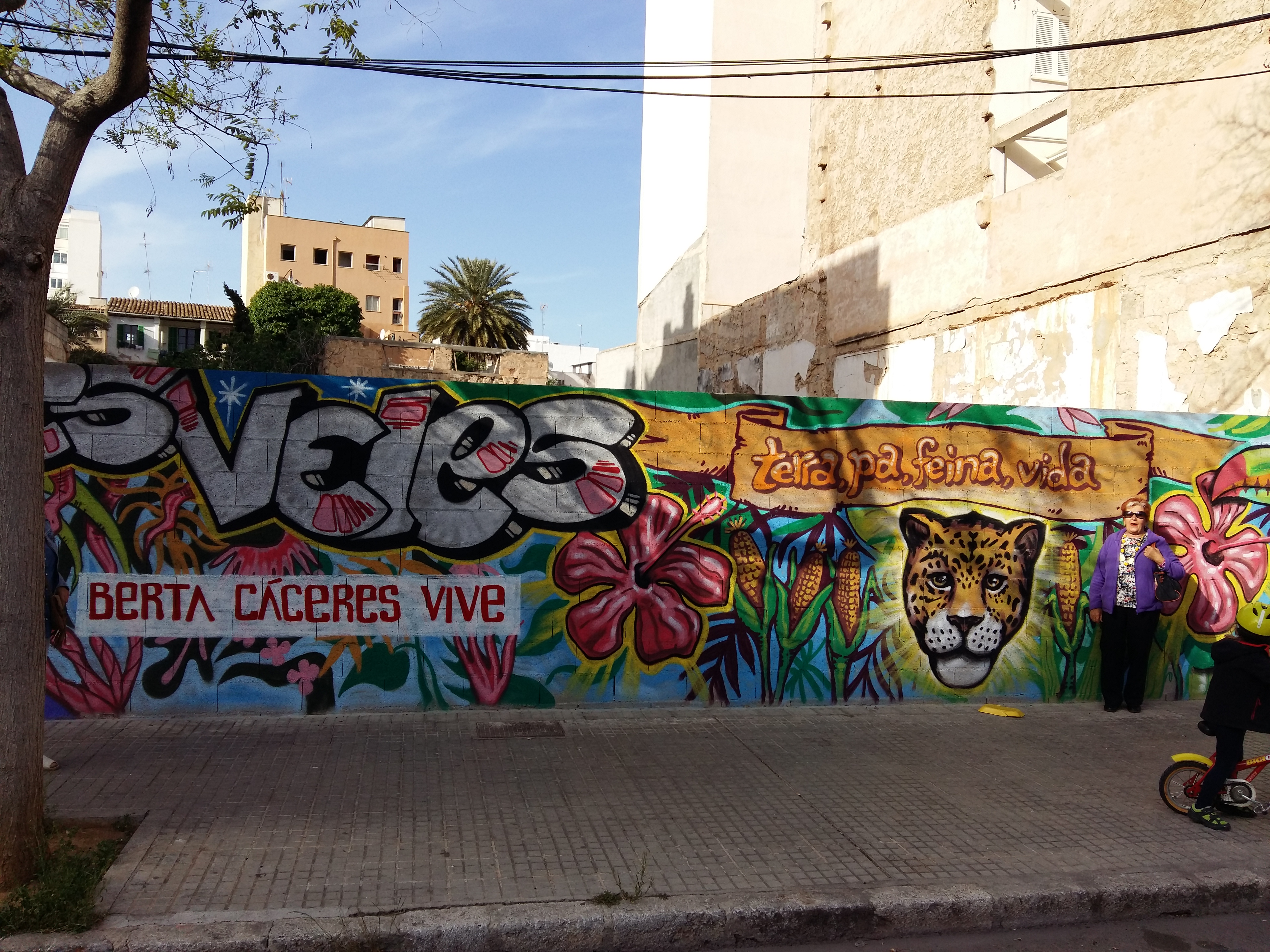
Graffiti w hołdzie dla Berty Cáceres w Palmie w Hiszpanii

### Reakcje
Berta Isabelle Zuniga Cáceres, 25-letnia córka Berty Cáceres, powiedziała w wywiadzie, że przypisuje firmie, która chciała zbudować elektrownię wodną Agua Zarca, odpowiedzialność za śmierć jej matki. Stwierdziła, że „bardzo łatwo przekupić ludzi do popełniania morderstw w Hondurasie, ale ci, którzy za tym stoją są innymi, wpływowymi ludźmi z pieniędzmi i możliwościami, które pozwalają im popełniać te zbrodnie” i że „oni wiele razy najmowali morderców, aby ją zabić.”
Po jej śmierci pojawiało się wiele wezwań do zbadania tej sprawy, między innymi pochodzących od Organizacji Stanów Zjednoczonych(OAS), ambasadora USA w Hondurasie, i Wysoki komisarz ONZ ds. praw człowieka. prezydent Hondurasu Juan Orlando Hernandez ogłosił, że dochodzenie w sprawie morderstwa jest priorytetem, i sekretarz generalny OPA Louis Almagro ponowił prośbę od OAS o szczególną ochronę obrońców praw człowieka w Hondurasie.
Inne głosy wsparcia nadeszły od amerykańskiego aktora i działacza na rzecz środowiska Leonardo DiCaprio, kanadyjskiej pisarki i działaczki Naomi Klein, Amnesty International, piosenkarza René Péreza (Residente) z zespołu Calle 13, byłej kolumbijskiej senatorki Piedad Cordoba, Oxfam, burmistrzyni Barcelony Ady Colau, senatora Stanów Zjednoczonych Patricka Leahy i prezydenta Wenezueli Nicolasa Maduro.
Po jej śmierci Grupa około 100 członków organizacji COPINH przeprowadziła przemarsz na posterunek policji, domagając się przeprowadzenia niezależnego międzynarodowego dochodzenia w sprawie jej zabójstwa. Pod budynkiem Harry’ego S. Trumana w Waszyngtonie odbył się protest. 4 marca 2016 roku grupa studentów Narodowego autonomicznego uniwersytetu w Hondurasie zorganizowała akcję protestu w sprawie śmierci Cáceres, twierdząc, że nie zapewniono jej odpowiedniej ochrony jeszcze za życia, domagając się niezależnego śledztwa. Rzucali też kamieniami, a policja użyła gazu łzawiącego do rozpędzenia zamieszek podczas protestu. Protesty odbyły się również w pobliżu ambasady Hondurasu w Bogocie, San Cristobal de las Casas, Wiedniu, Berlinie i Barcelonie.

### Śledztwo
3 marca 2016 roku, w dniu jej śmierci, urzędnicy przeprowadzili autopsję ciała Cáceres bez nadzoru, mimo że jej rodzina żądała niezależnych ekspertów ds kryminalistyki, tj. niezależnego śledztwa Amerykańskiej Komisji Praw Człowieka.
Tego samego dnia rząd rozpoczął swoje dochodzenie i uaktywnił Jednostkę ds. karczemnych przestępstw (Unidad de Delitos Violentos), która koordynuje swoje działania z USA. Aureliano Molina Villanueva, członek organizacji COPINH, został aresztowany 3 marca pod zarzutem zabójstwa. COPINH potępił te działania, stwierdzając, że była to próba fałszywego oskarżenia o morderstwo. 5 marca, Molina został zwolniony z powodu braku dowodów na jego udział w zbrodni. Strażnik José Ismael Lemus został także zatrzymany, a następnie wypuszczony. Z kolei sąd nakazał by Ismael i Castro, jedyni ocaleni po ataku, pozostali w kraju aż do zakończenia śledztwa
Jedyny świadek wypadku, Castro, powiedział później, że „chodząc od ministerstwa do budynków sądowych, musiał opowiadać swoją historię za każdym razem,[...] zakaz opuszczenia kraju przez miesiąc; był traktowany jak podejrzany[...]. Po miesiącu, sędzia w tej sprawie zawiesił mojego prawnika. Złamali wszystkie moje prawa. Bałem się każdego dnia. Obawiałem się, że coś może mi się przytrafić w każdej chwili. Czułem się kozłem ofiarnym”.
5 marca podczas konferencji prasowej, czworo dzieci Cáceres: Olivia, Berta, Laura, i Salvador, wyrazili wotum nieufności wobec śledztwa przeprowadzonego przez sąd w Honduras. Uznając zabójstwo ich matki za akt polityczny, wzywali by podjęto w końcu międzynarodowe śledztwo w sprawie morderstwa. 6 marca 2016 roku Prezydent Hernandez poprosił Wysokiego komisarza ONZ ds. Praw Człowieka Zeid bin Ra’ad Al-Hussein, aby pomógł w dochodzeniu w sprawie śmierci Cáceres.
W pierwszych dniach po morderstwie, delegacja organizacji Amnesty International (AI) spotkała się z Ministrem ds. Praw Człowieka, Sprawiedliwości, Spraw Wewnętrznych i Decentralizacji, a także przedstawicielem Ministerstwa Bezpieczeństwa, Ministerstwa Spraw Zagranicznych, Prokuraturą Generalną i społeczeństwem obywatelskim, a także z członkami rodziny Cáceres. Amnesty International skrytykował prezydenta Hernandez za odrzucenie propozycji spotkania się z krewnymi Cáceres, obrońcami praw człowieka, i AI. Amnesty skarcił rząd za „absolutny brak zaangażowania w ochronę obrońców praw człowieka w kraju” i zaznaczył, że władzom Hondurasu nie udało się „przeprowadzić najbardziej podstawowego śledztwa, wliczając w to fakt, że Berta była ofiarą wielu ataków na jej życie przez bardzo długi czas.”
Miesiąc po śmierci Cáceres, władze Hondurasu ogłosiły, że 13 marca przeprowadzili rewizje w biurach DESA i rozmawiali z pracownikami firmy.
2 maja 2016 r., władze aresztowały czterech mężczyzn, jeden jest kierownikiem firmy DESA, drugi jest byłym pracownikiem firmy ochroniarskiej wynajętej przez DESA; pozostali dwaj to major wojskowy i kapitan w stanie spoczynku.
Były żołnierz Hondurasu wyszkolony przez jednostki specjalne Stanów Zjednoczonych oświadczył, że nazwisko Cáceres zostało włączone na ich czarną listę kilka jeszcze miesięcy przed jej śmiercią.